# Häktet
Häktet är en svensk dramaserie från 2005, med manus av Kalle Lind och regi av Susan Taslimi.  Serien spelades in i Göteborg.

## Roller (i urval)
- Suzanna Dilber – Kriminalvårdare Vicky Tesanovic
- Ove Wolf – Intagen Boban Stankovic
- Ia Langhammer – Kriminalvårdare Maja Nilsson
- Göran Berlander – Kriminalvårdare Krister Söderman
- Johannes Alfvén – Niklas Kvännebergh
- Per Öhlund – Säkerhetsansvarig Jörgen Träff
- Anders Lönnbro – Intagen Kennet Ahl
- Erich Silva – Intagen Pablo Giuly Orliaquet
- Robert Bolin – Kriminalvårdare Johnny Wiktorin
- Gorki Glaser-Müller – Kriminalvårdare Johan Ulvselius
- Martin Berggren – Kriminalvårdare Robert Norén
- Mirja Burlin – Kriminalvårdare Anna Wastesson
- Harald Lönnbro – Intagen John Ahl
- Lasse Pierrou - Kriminalvårdare Stefan Bexell
- Niki Gunke Stangertz - Isabella - Stankovic flickvän